# Šivetice
Šivetice (em húngaro: Süvete; alemão: Süvete) é um município da Eslováquia, situado no distrito de Revúca, na região de Banská Bystrica. Tem 8,26 km² de área e sua população em 2018 foi estimada em 381 habitantes.

## Demografia
| Ano:        | 1994 | 2004    | 2014   | 2024   |
| ----------- | ---- | ------- | ------ | ------ |
| Broj ljudi: | 319  | 388     | 374    | 348    |
| Razlika:    |      | +21,63% | -3,60% | -6,95% |

| Ano:               | 2023 | 2024   |
| ------------------ | ---- | ------ |
| Número de pessoas: | 351  | 348    |
| Diferença:         |      | -0,85% |